# أومبرتو ماسكيو
أومبرتو ماسكيو (بالإسبانية: Humberto Maschio) (مواليد 20 فبراير 1933) هو لاعب كرة قدم. يلعب مع منتخب إيطاليا لكرة القدم. سبق له أن لعب في كأس العالم لكرة القدم مع منتخب بلاده.

## مسيرته الكروية
لعب أومبرتو ماسكيو خلال مسيرته الاحترافية مع 6 أندية في ستة عشر موسمًا وسجل خلالها 116 هدف ضمن 357 مباراة. حيث فاز في موسم واحد بالكأس وفي موسمين بالدوري.
خاض أومبرتو ماسكيو مسيرته مع نادي كيلمس ما بين عامي 1953 و1954 لمدة موسم واحد، مشاركًا في 30 مباراة سجل خلالها 24 هدفًا. ثم انتقل إلى نادي راسينغ في موسم 1954 في المرة الأولى واستمر معه طيلة ثلاثة مواسم ثم في موسم 1966 واستمر معه طيلة ثلاثة مواسم، حيث شارك طوالها في 139 مباراة سجل خلالها 42 هدفًا. لينتقل بعدها إلى نادي بولونيا في موسم 1957–58 ولمدة موسمين، مشاركًا في 43 مباراة سجل خلالها 13 هدفًا. ثم انتقل إلى نادي أتالانتا في موسم 1959–60 واستمر معه طيلة ثلاثة مواسم، مشاركًا في 80 مباراة سجل خلالها 22 هدفًا. هذا وانتقل لاحقًا إلى نادي إنتر ميلان في موسم 1962–63 لمدة موسم واحد، مشاركًا في 15 مباراة سجل خلالها 4 أهداف. ثم انتقل بعدها إلى نادي فيورنتينا في موسم 1963–64 واستمر معه طيلة ثلاثة مواسم، مشاركًا في 50 مباراة سجل خلالها 11 هدفًا.

## روابط خارجية
- أومبرتو ماسكيو على موقع الاتحاد الدولي (مؤرشف)  (الإنجليزية)
- أومبرتو ماسكيو على موقع الاتحاد الأوربي (الإنجليزية)
- أومبرتو ماسكيو على موقع قاعدة بيانات كرة القدم.إي يو (الإنجليزية)
- أومبرتو ماسكيو على موقع ناشيونال فوتبول تيمز (الإنجليزية)
- أومبرتو ماسكيو على موقع عالم كرة القدم.نت (الإنجليزية)